# Sébastien Vaillant
Sébastien Vaillant (n. 26 mai 1669, Vigny⁠(d), Seine-et-Oise, Franța – d. 20 mai 1722, Paris, Regatul Franței) a fost botanist francez care s-a născut la Vigny în val d'Oise de astăzi.

## Primii ani
Vaillant a mers la școală la vârsta de patru ani și până la vârsta de cinci ani, colecta plante și le transplanta în grădina tatălui său. La vârsta de șase ani, a fost trimis la o școală-internat din Pontoise. El a suferit de o febră timp de patru luni, pe care susține că a vindecat-o folosind salată asezonată cu oțet.
A fost trimis să studieze cu organistul Catedralei Pontoise. Când organistul a murit, Vaillant i-a succedat la vârsta de unsprezece ani.
Vaillant a studiat medicina și chirurgia la spitalul din Pontoise (medicina a inclus apoi studii în botanică). El a plecat din Pontoise pentru Évreux la vârsta de nouăsprezece ani. A fost în bătălia de la Fleurus în 1690 ca chirurg. În timp ce era încă chirurg în 1691, el a fost la Paris când l-a luat ca maestru de botanică pe Joseph Pitton de Tournefort (1656-1708). Tournefort s-a folosit de talentele lui Vaillant în timp ce scria Histoire des plantes qui naissent aux environs de Paris ("Istoria plantelor care s-au născut în jurul Parisului"), publicată în 1698. Vaillant a luat, de asemenea, lecții de anatomie cu Joseph-Guichard Du Verney și chimie cu Antoine de Saint-Yon.

## Botanist
Guy-Crescent Fagon, medicul și botanistul regelui, l-a observat pe Sébastien Vaillant și l-a făcut secretar. Prin urmare, Vaillant a reușit să se dedice studiului plantelor pentru care a obținut acces nelimitat la Grădina Regală. Fagon l-a numit director. Fagon însuși a fost profesor și sub-demonstrator la Grădina Regală.
Colecțiile de grădină au crescut considerabil sub conducerea lui Vaillant. Chiar dacă Vaillant însuși a fost stabilit la Paris și este amintit pentru munca sa asupra florei parizieze, grădina a avut mai mulți contribuitori în afara Parisului, în special în colonii.
Fagon a obținut de la Ludovic al XIV-lea o autorizație de a construi un "Cabinet de droguri" în Grădina Regală și l-a însărcinat pe Vaillant să-l furnizeze și să ofere securitate.
Bulevardul Carol a avut prima seră construită: Grădina avea plante din țările fierbinți, iar în 1714 Vaillant a obținut autorizația de a construi o alta.
S-a îmbolnăvit și a devenit prea sărac pentru a-și publica Botanicon parisiensis (alfabetic sau enumerarea plantelor care cresc în și în jurul Parisului) ilustrat de Claude Aubriet. Rod a 36 de ani de muncă, și-a părăsit munca la casa lui Herman Boerhaave, Oud Poelgeest. Lucrarea conținea ilustrații gravate și a fost publicată în 1727. Este o lucrare de o importanță deosebită  în istoria botanicii și una dintre primele care au descris flora cunoscută. Vaillant a introdus termenii de stamine, ovar și ou în direcția lor actuală.
Toată viața, Vaillant s-a opus tezelor lui Joseph Pitton de Tournefort. Ca semn de respect Carl von Linné a numit genul Valantia după Vaillant în Rubiaceae.
Ierbarul său este acum păstrat la Muzeul Național de Istorie Naturală din Franța.